# Alsomitra
Alsomitra là một chi thực vật có hoa trong họ Cucurbitaceae.

## Lịch sử phân loại
Chi này nguyên được Carl Ludwig Blume coi như là tổ Alsomitra trong chi Zanonia, với loài duy nhất được Blume xếp trong tổ này là Zanonia macrocarpa. Năm 1838, Édouard Spach nâng cấp nó thành chi độc lập nhưng không thực hiện việc chuyển đổi danh pháp/mô tả loài nào. Năm 1846, Max Joseph Roemer mô tả chi Alsomitra với 8 loài chuyển từ chi Zanonia sang; bao gồm Alsomitra macrocarpa, A. angulata, A. timorana, A. sarcophyla, A. clavigera, A. laxa, A. cissoides và A. heterosperma.
Năm 1867, George Bentham và Joseph Dalton Hooker sử dụng một phần Alsomitra của Roemer (không Zanoniae sect. Alsomitra của Blume); như thế tạo ra đồng danh muộn và Alsomitra của họ là không hợp lệ (nom. illeg.).  Năm 1942, John Hutchinson thiết lập chi Neoalsomitra để chứa các loài mà George Bentham và Joseph Dalton Hooker đã liệt kê trong Alsomitra của họ.

## Các loài
Chi Alsomitra hiện được công nhận chỉ chứa 1 loài:
- Alsomitra macrocarpa (Blume) M.Roem., 1846 - Dưa chuột Java.